# Ficus bakeri
Ficus bakeri är en mullbärsväxtart som beskrevs av Adolph Daniel Edward Elmer. Ficus bakeri ingår i släktet fikonsläktet, och familjen mullbärsväxter. Inga underarter finns listade i Catalogue of Life.